# Genealogy
Genealogy (с англ. — «Генеалогия») — армянская бывшая супергруппа, которая была сформирована, чтобы представлять Армению на конкурсе песни Евровидение 2015. Заняли 16 место в финале. Все шесть участников прибыли с разных континентов, но все имеют армянское происхождение: их семьи разбрелись по миру после геноцида армян 1915 года. Пять артистов будут символизировать пять лепестков цветка незабудки. В его центре группа будет объединена с шестым участником, который будет из Армении. На конкурсе группа исполнила песню «Face the Shadow» (с англ. «Предстань перед Тенью»).
Первый участник группы, Ессаи Алтунян, армянин из Франции, был объявлен 16 февраля 2015 года.
Второй участник группы, Тамар Капрелян, америко-армянская певица, была объявлена 20 февраля 2015 года.
Третий участник, Ваге Тилбян, армянско-эфиопский певец, был объявлен 23 февраля 2015 года.
Четвертым участников стала Стефани Топалян, рожденная в США армянско-америко-японская певица, проживающая в Японии. Её отец — армянин, а мать — японка. О её участии было объявлено 27 февраля 2015 года, тем самым Топалян представительницей азиатского континента в группе.
Пятый участник — Мэри-Джин О'Доэрти Басмаджян, австралийская оперная певица армянского происхождения. О её участии было объявлено 3 марта 2015 года.
Шестой участник — Инга Аршакян, которая  со своей сестрой Ануш представляла Армению на Конкурсе песни Евровидение 2009 в Москве.

## Участники
| Часть света | Страна    | Артист                       | Дата рождения   | Дата объявления |
| ----------- | --------- | ---------------------------- | --------------- | --------------- |
| Африка      | Эфиопия   | Ваге Тилбиян                 | 2 мая 1980      | 23 февраля 2015 |
| Америка     | США       | Тамар Капрелян               | 28 октября 1986 | 20 февраля 2015 |
| Азия        | Япония    | Стефани Топалян              | 5 августа 1987  | 27 февраля 2015 |
| Европа      | Франция   | Ессаи Алтунян                | 5 ноября 1980   | 16 февраля 2015 |
| Океания     | Австралия | Мэри-Джин О’Доэрти Басмаджян | 2 апреля 1982   | 3 марта 2015    |
| Армения     | Армения   | Инга Аршакян                 | 18 марта 1982   | 12 марта 2015   |

## Дискография

### Синглы
| Год  | Сингл             | Пиковая позиция в чартах | Пиковая позиция в чартах | Пиковая позиция в чартах | Пиковая позиция в чартах | Пиковая позиция в чартах | Пиковая позиция в чартах | Пиковая позиция в чартах | Пиковая позиция в чартах | Альбом               |
| Год  | Сингл             | BEL (Vl)                 | DEN                      | FIN                      | IRE                      | NOR                      | SWE                      | SWI                      | UK                       | Альбом               |
| ---- | ----------------- | ------------------------ | ------------------------ | ------------------------ | ------------------------ | ------------------------ | ------------------------ | ------------------------ | ------------------------ | -------------------- |
| 2015 | «Face the Shadow» | —                        | —                        | —                        | —                        | —                        | —                        | —                        | —                        | Сингл(ы) без альбома |

## Внешние ссылки
- Официальный веб-сайт  (англ.)